# Jean-Claude Henry
Jean-Claude Henry (* 30. Dezember 1934 in Paris; † 12. September 2024 in Courbevoie) war ein französischer Komponist.

## Werdegang
Henry studierte am Conservatoire de Paris Harmonielehre bei Henri Challan, Kontrapunkt und Fuge bei Noël Gallon, Orgel und Improvisation bei Rolande Falcinelli, Musikanalyse bei Olivier Messiaen und Komposition bei Tony Aubin. 1960 gewann er mit der Cantate du Printemps den Ersten Second Grand Prix de Rome. Im Folgejahr heiratete er die Pianistin und Komponistin Fanou Cotron.
Nach dem Militärdienst wurde er 1963 Professor für Solfège, 1967 für Kontrapunkt und Fuge am Conservatoire de Paris, wo er bis 2000 unterrichtete. Seit 1957 war er Organist an der Kirche St-Nicolas-St-Marc in Ville-d’Avray bei Versailles. 1959 war er Sieger des Internationalen Orgelwettbewerbes in München. 1970 folgte er Raffi Ourgandjian als Organist der großen Orgel an der Kirche Saint-Pierre in Neuilly-sur-Seine nach, an der Musiker wie Henri Letocart, René Meugé und Xavier Darasse gewirkt hatten.
Nach dem frühen Tod seiner Frau 1975 gab er die Stelle an Loïc Mallié ab. In den folgenden Jahren entstand ein großer Teil seines kompositorischen Werkes. 1996 heiratete er eine ehemalige Schülerin, die Komponistin und Organistin Rikako Watanabe.

## Werke
- Benthos für Orgel
- Toccata für Orgel
- Voies Intérieures für Cello und Klavier
- Prélude für Orgel
- Stances
- Iorti für Violine, Cello und Klavier
- Reflet froid für Oboe und Klavier
- Etiouse für Schlagzeug solo
- Souffles für Violine, Viola, Cello, Flöte (Bass)klarinette und Klavier
- Traces für Klavier
- Anche, archet, marteaux, "conte pour un trio" für Tenorsaxophon, Violine und Klavier
- Trois Préludes...et une petite canzone pour orgue
- Fontaines obscures für Violine und Klavier
- Six courtes études für Orgel